# Péterfi Leontin István
Péterfi Leontin István (Kolozsvár, 1937. február 3. –) erdélyi magyar biológus. Péterfi István biológus fia.

## Életútja
Szülővárosa 2. számú Fiúlíceumában érettségizett (1954), a Victor Babeș Egyetem Természetrajz-Földrajz Karán biológia szakos képesítést szerzett (1959). Tudományos pályáját a Babeș-Bolyai Egyetemen gyakornokként kezdte (1960–64), majd a Román Akadémia kolozsvári fiókjának biológiai részlegén kutató (1964–76), főkutató (1976-tól), a kolozsvári Biológiai Kutató Központ Ökológiai Laboratóriumának tudományos főkutatója. 1985-től a laboratórium vezetője. A biológiai tudományok doktora (1971); a Romániai Biológiai, Sejtbiológiai és Ökológiai Társaságok tagja.

## Munkássága
1976-tól a kolozsvári egyetemen növényrendszertani előadásokat és laboratóriumi gyakorlatokat tartott magyar nyelven, 1990-ben felkérték a közben megszűnt magyar nyelvű előadások újrakezdésére.
Kutatási területe: algológia (rendszertan, elektromikroszkopikus sejtszerkezet, numerikus taxonómia, mennyiségi környezettan). Román és angol nyelvű szakdolgozatai bel- és külföldi szaklapokban jelentek meg. A Tratat de algologie IV. kötetének társszerzőjeként elnyerte a Román Akadémia E. C. Teodorescu-díját (1981).